# Parque Yarkon
El Parque Yarkon (en hebreo:  פארק הירקון) es el parque más grande de Tel Aviv, Israel, con unos dieciséis millones de visitas al año. Está bordeado por el Bulevar Rokach al norte y Bavli al sur, el parque incluye grandes extensiones de césped, instalaciones deportivas, jardines botánicos, un aviario, un parque acuático, dos salas de conciertos al aire libre y lagos.
La Planificación del parque se inició en 1969. Cuando se abrió al público en 1973, fue llamado Ganei Yehoshua, en honor de Yehoshua Rabinovich, el alcalde de Tel Aviv entre 1969 y 1974.
El parque cuenta con seis jardines: Gan Habanim (Jardín conmemorativo de los Soldados Caídos), Gan Nifga'ei HaTeror (Jardín de las víctimas del Terror), Gan HaSlaim (Jardín de las rocas), Gan HaKaktusim (Jardín de los Cactus), Gan HaGazum (Jardín recortado) , y Gan HaTropi (Jardín Tropical).

## Eventos

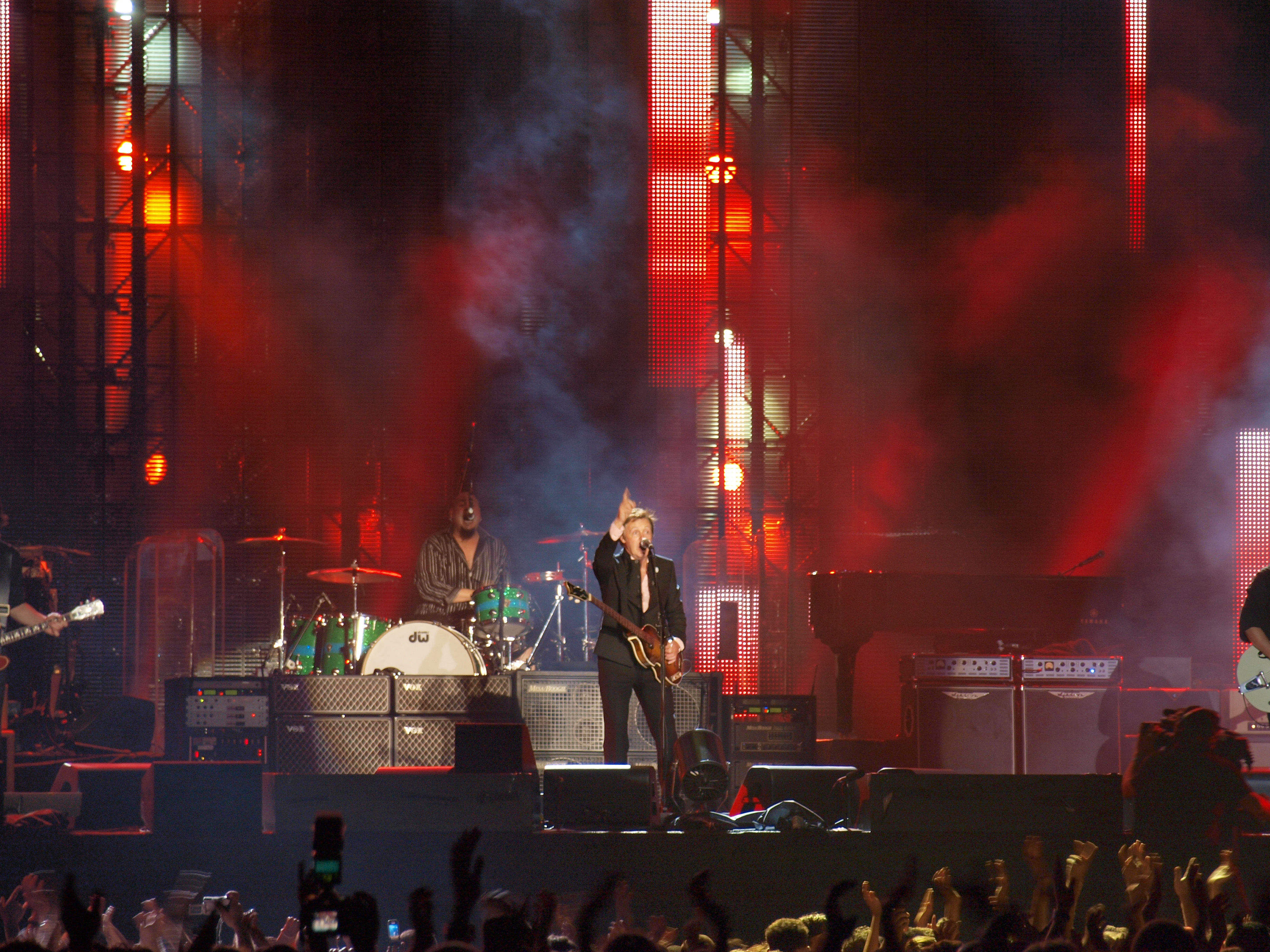
Paul McCartney actuando en el 2008.

Numerosos artistas populares han actuado en el parque, como por ejemplo Michael Jackson, Paul McCartney, The Rolling Stones, Peter Gabriel, Madonna, David Bowie, Carlos Santana, Dire Straits, Bon Jovi, Elton John, Aerosmith, Metallica, U2, Depeche Mode, Guns N' Roses, Red Hot Chili Peppers, Ugly Kid Joe, Linkin Park, Ozzy Osbourne, Joe Cocker, Eurythmics, Westlife, Five, Justin Timberlake, Robbie Williams, Rihanna, Sia, One Republic, Coldplay, Lady Gaga, Jennifer Lopez, Justin Bieber, Queen+Adam Lambert y Britney Spears.
La ópera italiana La Scala produjo una actuación gratuita ante 100.000 personas del Requiem de Verdi dentro de las festividades por el centenario de la ciudad de Tel Aviv.